# علي يوسف عبد النبي الشكري
علي يوسف عبد النبي الشكري  ولد في قضاء الكوفة، هو وزير التخطيط العراقي السابق، شغل المنصب منذ 4 أيار 2011 حتى عام 2014. ثم شغل منصب عضو في مجلس النواب العراقي من عام 2014 حتى 2018.

## التحصيل الدراسي
حاصل على شهادة البكالوريوس في القانون من جامعة بغداد عام 1990، ثم الماجستير في القانون كذلك من الجامعة نفسها عام 1994، ثم الدكتوراه من جامعة بغداد في القانون عام 1998، وقد كان بحث الدكتوراه بعنوان: "رئيس الدولة في الاتحاد الفيدرالية، دراسة مقارنة.

## المناصب الإدارية
1. عميد كلية القانون - جامعة الكوفة 1 تشرين الثاني 2006
2. معاون العميد للشؤون العلمية - كلية القانون - جامعة الكوفة 11 آب 2006
3. عميد كلية القانون - جامعة الساحل والصحراء - ليبيا 2004-2005
4. رئيس قسم الدراسات العليا - جامعة عمر المختار 2003-2004
5. رئيس قسم القانون الخاص - جامعة عمر المختار - ليبيا 2002-2003
6. رئيس قسم القانون العام - جامعة عمر المختار - ليبيا 2001-2002
7. مقرر قسم إدارة الأعمال - كلية الإدارة والاقتصاد 1998
8. مدير شؤون الطلبة - كلية الإدارة والاقتصاد

1995-1996 